# Juan Bautista Juanini

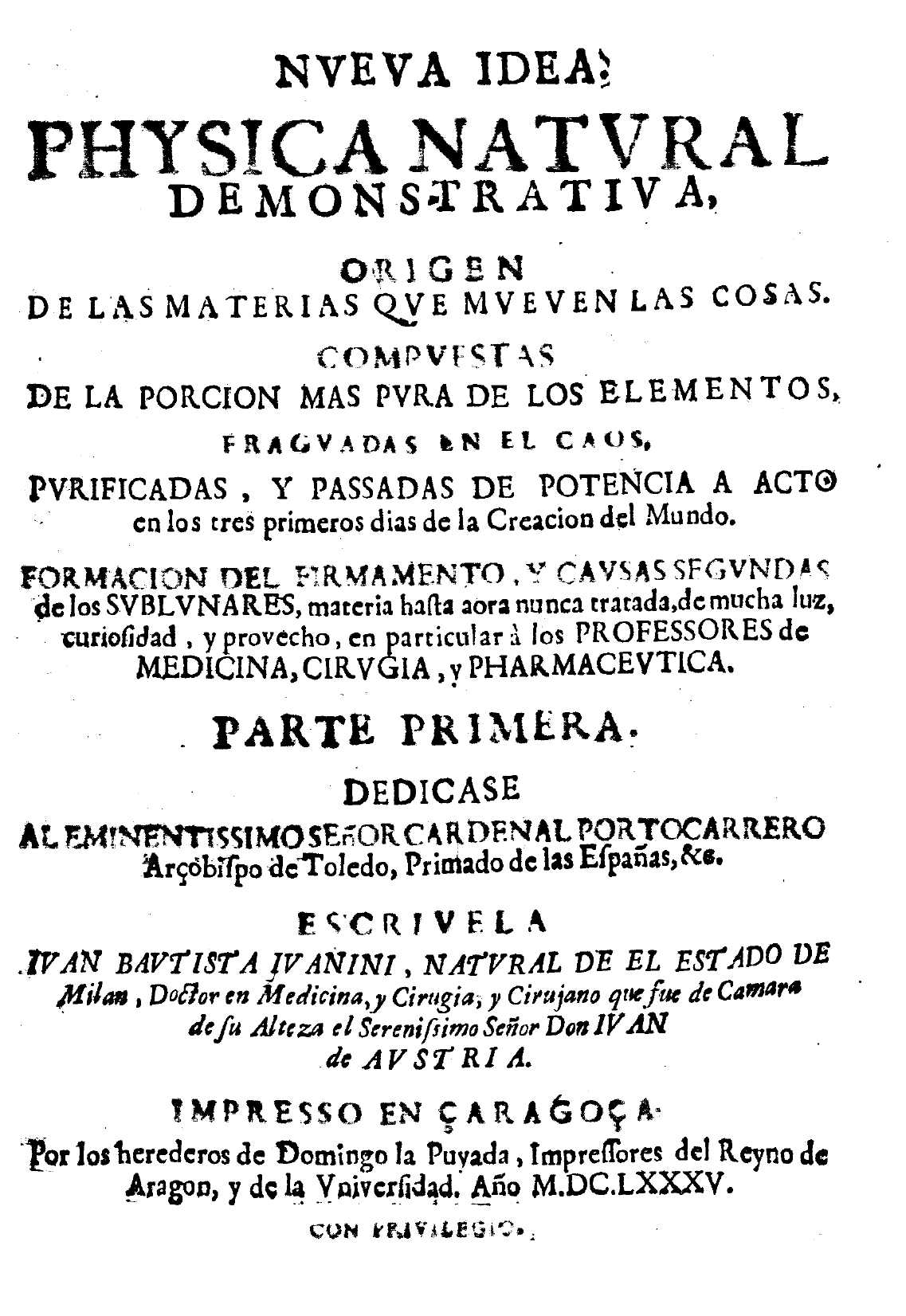
Nueva idea física natural demostrativa, 1685

Juan Bautista Juanini (Milán, 1636-Madrid, 1691) fue un científico hispano-italiano.
Es autor de la que se considera la primera obra médica plenamente moderna que se publicó en España (Discurso político y físico, 1679), en la que intenta el análisis yatroquímico del aire de Madrid con el fin de prevenir sus enfermedades.
Está relacionado con el movimiento de los novatores.

Nuestro método será del todo diferente del que han usado hasta ahora así los antiguos como los modernos, porque nos apartaremos de toda suerte de argumentos escolásticos,... sin usar de tantos argumentos, ni entrar en tantas controversias, sólo atender a la verdad, y que lo que se dice o se ventila sea de un modo... que todos lo puedan entender; y en las dificultades que se pueden ofrecer, valerse de las demostraciones y experiencias mecánicas, con las cuales se reducirá a evidencia todo lo que se trata, por dificultosa que sea la materia